# Hetaerina
Hetaerina – rodzaj ważek z rodziny świteziankowatych (Calopterygidae).

## Podział systematyczny
Do rodzaju należą następujące gatunki:

- Hetaerina amazonica Sjöstedt, 1918
- Hetaerina americana (Fabricius, 1798)
- Hetaerina auripennis (Burmeister, 1839)
- Hetaerina brightwelli (Kirby, 1823)
- Hetaerina caja (Drury, 1773)
- Hetaerina calverti Vega-Sánchez, Mendoza-Cuenca, & González-Rodríguez, 2020
- Hetaerina capitalis Selys, 1873
- Hetaerina charca Calvert, 1909
- Hetaerina cruentata (Rambur, 1842)
- Hetaerina curvicauda Garrison, 1990
- Hetaerina duplex Selys, 1869
- Hetaerina dutati Machado, 2017
- Hetaerina erythrokalamus Garrison, 1990
- Hetaerina flavipennis Garrison, 1990
- Hetaerina fuscoguttata Selys, 1878
- Hetaerina gallardi Machet, 1989
- Hetaerina indeprensa Garrison, 1990
- Hetaerina infecta Calvert, 1901
- Hetaerina laesa Hagen in Selys, 1853
- Hetaerina longipes Hagen in Selys, 1853
- Hetaerina majuscula Selys, 1853
- Hetaerina medinai Rácenis, 1968
- Hetaerina mendezi Jurzitza, 1982
- Hetaerina miniata Selys, 1879
- Hetaerina moribunda Hagen in Selys, 1853
- Hetaerina mortua Hagen in Selys, 1853
- Hetaerina occisa Hagen in Selys, 1853
- Hetaerina pilula Calvert, 1901
- Hetaerina proxima Hagen in Selys, 1853
- Hetaerina rosea Hagen in Selys, 1853
- Hetaerina rudis Calvert, 1901
- Hetaerina sanguinea Selys, 1853
- Hetaerina sempronia Hagen in Selys, 1853
- Hetaerina simplex Selys, 1853
- Hetaerina titia (Drury, 1773)
- Hetaerina vulnerata Hagen in Selys, 1853
- Hetaerina westfalli Rácenis, 1968